# Ноль. Биография опасной идеи
Ноль: биография опасной идеи (англ. Zero: The Biography of a Dangerous Idea) — дебютная научно-популярная книга американского математика и журналиста, профессора Нью-Йоркского университета Чарльза Сейфе. В книге рассматривается эволюция представлений о числе Ноль и связанном с ним понятии ничто в математике, философии и физике Запада и Востока. Книга стала в 2001 году лауреатом награды ПЕН-клуба: премии имени Марты Альбранд за лучшее дебютное nonfiction-произведение.